# Serie A2 2023-2024 (hockey su pista)
La Serie A2 2023-2024 è il torneo di secondo livello del campionato italiano di hockey su pista per la stagione 2023-2024. La competizione è iniziata il 6 gennaio 2024 e si è conclusa il 19 maggio 2024.

## Stagione

### Formula
Le 20 squadre partecipanti sono state divise in due gironi (il girone A composto da 10 club e il girone B da 10) che si sono svolti con la formula del girone all'italiana con gare di andata e ritorno. Al termine della stagione regolare la prima classificata di ogni girone sono state promosse in Serie A1 la stagione successiva. Le ultime di ogni girone sono state retrocesse in Serie B la stagione successiva

## Campionato

### Girone A

#### Squadre partecipanti
| Club             | Stagione | Città                      | Impianto                               | Stagione precedente                                              |
| ---------------- | -------- | -------------------------- | -------------------------------------- | ---------------------------------------------------------------- |
| Amatori Modena   | dettagli | Modena                     | Palaroller di Castelnuovo Rangone (MO) | 2º in Serie A2 girone A                                          |
| Azzurra Novara   | dettagli | Novara                     | Palasport Dal Lago                     | 5º in Serie A2 girone A                                          |
| Breganze (B)     | dettagli | Breganze (VI)              | PalaFerrarin                           | 1º in Serie B Nord, promosso                                     |
| Correggio        | dettagli | Correggio (RE)             | Palasport Dorando Pietri               | 9º in Serie A2 girone A                                          |
| Montecchio P.    | dettagli | Montecchio Precalcino (VI) | PalaVaccari                            | 14º in Serie A1, retrocesso ai play-out                          |
| Roller Bassano   | dettagli | Bassano del Grappa (VI)    | PalaDue                                | 7º in Serie A2 girone A                                          |
| Roller Scandiano | dettagli | Scandiano (RE)             | PalaRegnani                            | 4º in Serie A2 girone A                                          |
| Thiene           | dettagli | Thiene (VI)                | PalaCeccato                            | 3º in Serie A2 girone A                                          |
| Sandrigo (B)     | dettagli | Sandrigo (VI)              | Palasport di Sandrigo                  | 2º in Serie B Nord, ripescato                                    |
| Seregno 2012     | dettagli | Seregno (MB)               | PalaSomaschini                         | 10º in Serie A2 girone A, retrocesso e successivamente ripescato |

#### Classifica finale
|  | Pos. | Squadra          | Pt | G  | V  | N | P  | GF | GS | DR  |
|  | ---- | ---------------- | -- | -- | -- | - | -- | -- | -- | --- |
|  | 1.   | Azzurra Novara   | 36 | 18 | 11 | 3 | 4  | 90 | 71 | +19 |
|  | 2.   | Amatori Modena   | 32 | 18 | 9  | 5 | 4  | 74 | 66 | +8  |
|  | 3.   | Thiene           | 31 | 18 | 9  | 4 | 5  | 94 | 64 | +30 |
|  | 4.   | Roller Scandiano | 31 | 18 | 9  | 4 | 5  | 73 | 63 | +10 |
|  | 5.   | Correggio        | 30 | 18 | 9  | 3 | 6  | 63 | 58 | +5  |
|  | 6.   | Breganze (B)     | 24 | 18 | 7  | 3 | 8  | 83 | 86 | -3  |
|  | 7.   | Roller Bassano   | 23 | 18 | 6  | 5 | 7  | 75 | 62 | +13 |
|  | 8.   | Montecchio P.    | 17 | 18 | 5  | 2 | 11 | 59 | 86 | -27 |
|  | 9.   | Seregno 2012     | 15 | 18 | 4  | 3 | 11 | 60 | 84 | -24 |
|  | 10.  | Sandrigo (B)     | 14 | 18 | 4  | 2 | 12 | 56 | 87 | -27 |

Legenda:
      Promosso in Serie A1 2024-2025.
      Retrocesso in Serie B 2024-2025.
Note:
Tre punti a vittoria, uno a pareggio, zero a sconfitta.
In caso di arrivo di due o più squadre a pari punti, la graduatoria finale è stilata secondo la classifica avulsa tra le squadre interessate che prevede, in ordine, i seguenti criteri:
- punti negli scontri diretti;
- differenza reti negli scontri diretti;
- differenza reti generale;
- reti realizzate in generale;
- sorteggio.

### Girone B

#### Squadre partecipanti
| Club                  | Stagione | Città                          | Impianto                | Stagione precedente                     |
| --------------------- | -------- | ------------------------------ | ----------------------- | --------------------------------------- |
| CGC Viareggio         | dettagli | Viareggio (LU)                 | PalaBarsacchi           | 12º in Serie A1, retrocesso ai play-out |
| Castiglione           | dettagli | Castiglione della Pescaia (GR) | Pala Casa Mora          | 2º in Serie A2 girone B                 |
| Prato 1954            | dettagli | Prato                          | PalaRogai               | 1º in Serie B Sud, promosso             |
| Follonica (B)         | dettagli | Follonica (GR)                 | Pista Armeni            | 9º in Serie A2 girone B                 |
| Forte dei Marmi (B)   | dettagli | Forte dei Marmi (LU)           | PalaForte               | 4º in Serie A2 girone B                 |
| Roller Salerno        | dettagli | Salerno                        | PalaTulimieri           | 8º in Serie A2 girone B                 |
| Roller Matera         | dettagli | Matera                         | PalaSassi               | 6º in Serie A2 girone B                 |
| Rotellistica Camaiore | dettagli | Camaiore (LU)                  | Pardini Sport Center    | 5º in Serie A2 girone B                 |
| Sarzana (B)           | dettagli | Sarzana (SP)                   | Pista Vecchio Mercato   | 7º in Serie A2 girone B                 |
| Pumas Viareggio       | dettagli | Viareggio (LU)                 | Palestra Dorando Pietri | 3º in Serie A2 girone B                 |

#### Classifica finale
|  | Pos. | Squadra               | Pt | G  | V  | N | P  | GF  | GS  | DR  |
|  | ---- | --------------------- | -- | -- | -- | - | -- | --- | --- | --- |
|  | 1.   | CGC Viareggio         | 50 | 18 | 16 | 2 | 0  | 116 | 48  | +68 |
|  | 2.   | Roller Matera         | 38 | 18 | 12 | 2 | 4  | 93  | 65  | +28 |
|  | 3.   | Pumas Viareggio       | 35 | 18 | 11 | 2 | 5  | 63  | 51  | +12 |
|  | 4.   | Rotellistica Camaiore | 32 | 18 | 10 | 2 | 6  | 86  | 66  | +20 |
|  | 5.   | Follonica (B)         | 29 | 18 | 9  | 2 | 7  | 83  | 87  | -4  |
|  | 6.   | Prato 1954            | 22 | 18 | 7  | 1 | 10 | 74  | 100 | -26 |
|  | 7.   | Castiglione           | 18 | 18 | 6  | 0 | 12 | 74  | 81  | -7  |
|  | 8.   | Forte dei Marmi (B)   | 15 | 18 | 4  | 3 | 11 | 58  | 86  | -28 |
|  | 9.   | Roller Salerno        | 12 | 18 | 4  | 0 | 14 | 55  | 91  | -36 |
|  | 10.  | Sarzana (B)           | 11 | 18 | 3  | 2 | 13 | 78  | 105 | -27 |

Legenda:
      Promosso in Serie A1 2024-2025.
      Retrocesso in Serie B 2024-2025.
Note:
Tre punti a vittoria, uno a pareggio, zero a sconfitta.
In caso di arrivo di due o più squadre a pari punti, la graduatoria finale è stilata secondo la classifica avulsa tra le squadre interessate che prevede, in ordine, i seguenti criteri:
- punti negli scontri diretti;
- differenza reti negli scontri diretti;
- differenza reti generale;
- reti realizzate in generale;
- sorteggio.

## Coppa Italia di Serie A2

### Formula
Le 20 squadre partecipanti sono state divise in 4 gironi, con la formula del girone all'italiana con gare di andata e ritorno. Si parte il 14 ottobre 2023 e si finirà il 16 dicembre. Le semifinale 1ª classificata Girone A contro 1ª classificata Girone D e 1ª classificata Girone B contro 1ª classificata Girone C 23 marzo 2024 e finale 24 marzo 2024 con sede a Forte dei Marmi presso il PalaForte.

### Squadre partecipanti
- Girone A: Seregno H.2012, Azzurra Novara, BDL Minimotor Correggio H., R.H. Scandiano, Symbol Amatori Modena 1945.
- Girone B: Telea Medical Sandrigo H., H.C. Montecchio Precalcino, Dyadema H.Roller Bassano, H.Thiene, H.Breganze.
- Girone C: C.G.C. Viareggio, Farmaè Pumas A. Viareggio, Rotellistica Camaiore, Gamma Innovation H.Sarzana. Versilia H.Forte
- Girone D: Roller Salerno, Decom Roller Matera, Startit Rizzo Costruzioni H.Prato, Follonica H.1952, Blue Factor H.C. Castiglione.

| Qualificazione           | Club           |
| ------------------------ | -------------- |
| 1ª classificata Girone A | Amatori Modena |
| 1ª classificata Girone B | Roller Bassano |
| 1ª classificata Girone C | CGC Viareggio  |
| 1ª classificata Girone D | Roller Matera  |

### Tabellone
|  | Semifinali | Semifinali     | Semifinali    |               |               | Finale        | Finale | Finale |  |
|  |            |                |               |               |               |               |        |        |  |
|  | 1          | Amatori Modena | 2(2)          |               |               |               |        |        |  |
|  | 1          | Amatori Modena | 2(2)          |               |               |               |        |        |  |
|  | 4          | Roller Matera  | 2(5)          |               |               |               |        |        |  |
|  | 4          | Roller Matera  | 2(5)          |               | Roller Matera | Roller Matera | 1      |        |  |
|  |            |                |               |               | Roller Matera | Roller Matera | 1      |        |  |
|  |            |                | CGC Viareggio | CGC Viareggio | 10            |               |        |        |  |
|  | 2          | Roller Bassano | CGC Viareggio | CGC Viareggio | 10            | 3             |        |        |  |
|  | 2          | Roller Bassano |               |               |               |               |        |        |  |
|  | 3          | CGC Viareggio  | 4             |               |               |               |        |        |  |

### Finale
| Arbitri: | J. Silecchia (Giovinazzo) A. Eccelsi (Novara) |

|           |           |                                                                       |
| Santeramo | Marcatori | Muglia Raffaelli Rosi Muglia Puccinelli Muglia Raffaelli Muglia Palla |

## Verdetti
| Verdetto              | Club                                               |
| --------------------- | -------------------------------------------------- |
| Promosse in Serie A1  | Azzurra Novara (girone A) CGC Viareggio (girone B) |
| Retrocesse in Serie B | Sandrigo (B) (girone A) Sarzana (B) (girone B)     |
| Coppa Italia A2       | CGC Viareggio                                      |
| Miglior marcatore     | Samuele Muglia (53) + (31)                         |